# Alegeri legislative în Franța, 1945
Alegerile legislative au avut loc în Franța la 21 octombrie 1945 pentru a alege o adunare constituantă pentru a elabora o constituție pentru a Patra Republică Franceză. Au participat 79.83% din alegători. Femeilor și soldaților li s-a  permis să voteze. 586 de locuri au fost alese prin reprezentare proporțională. 
Simbol al rezistenței franceze față de ocupația germană și fondator al Franței Libere Forțelor, generalul Charles de Gaulle a condus un guvern provizoriu compus din cele trei forțe politice principale de rezistență: Partidului Comunist Francez (PCF), secțiunea franceză a Muncitorilor "International (socialiști, SFIO) și Mișcarea Creștin Democrat Popular Republicană, (MRP).Acesta a susținut o politică economică inspirat de programul de Consiliul Național al Rezistenței: crearea unui stat al bunăstării, și naționalizarea băncilor și companiilor industriale majore (cum ar fi Renault). Opoziția a fost compusa din partidele care au dominat guvernele celei de a treia republici de dinainte de razboi:Partidul  radical si Partidul clasic de dreapta.
La 21 octombrie 1945, alegătorii francezi au fost chemați să facă două alegeri: alegerea deputaților acestora și un referendum pentru a autoriza  Adunarea Naționala să pregătească un nou text constituțional. De Gaulle și "Alianța celor trei partied” au votat " Da “, în timp ce radicalii și conservatorii au militat pentru " Nu "." Da „a câștigat cu 96% din voturi. Acest rezultat a reflectat sprijinul pentru guvernul provizoriu și voința poporului pentru schimbare. 
Nesurprinzător,cele "Alianța celor trei partide" a câștigat o largă majoritate în Adunarea Națională. Partidul Radical, care a fost partidul conducator de stanga  în A Treia Republica Franceza a suferit un rezultat catastrofal, și partidul de dreapta a fost distrus (din cauza sprijinului mareșalului Philippe Pétain). Ei au apărut ca fiind forțele trecutului, ca simboluri de capitulare a Germaniei naziste și a regimului care sa prăbușit în 1940. 
Partidului Comunist Francez, care si-a  dublat scorul în ultimele alegeri 1936, a ieșit în top, cu circa 26% din voturi și 159 de locuri. În timp ce PCF și SFIO au favorizat un regim parlamentar unicameral, MRP a favorizat un parlament bicameral. De Gaulle a pledat pentru un guvern prezidențial. El a demisionat în ianuarie 1946.  Propunerile PCF și SFIO au fost respinse în Referendumul din 5 mai 1946. Această adunare a fost dizolvată.

## Rezultate
| Partid                                                                   | Locuri | +/-  | Locuri în procente | Voturi    | Voturi în procente |
| ------------------------------------------------------------------------ | ------ | ---- | ------------------ | --------- | ------------------ |
| Partidul comunist francez\|PCF                                           | 159    | +87  | 27,1%              | 5.024.174 | 26,2%              |
| Mișcarea republican populară\|MRP                                        | 150    | +150 | 25,6%              | 4.580.222 | 23,9%              |
| SFIO                                                                     | 146    | -1   | 24,9%              | 4.491.152 | 23,4%              |
| Moderat (dreapta)                                                        | 53     | -169 | 09,1%              | 3.001.063 | 15,6%              |
| Partidul radical & Uniunea democratica și socialistă a Rezistenței\|UDSR | 71     | -42  | 12,1%              | 2.018.665 | 10,5%              |
| Alții                                                                    | 7      | +7   | 1,2%               | 37.440    | 00,7%              |

| \| Votul popular \| Votul popular \| Votul popular \| Votul popular \| Votul popular \| \| ----------------- \| ----------------- \| ------------- \| ------------- \| ------------- \| \| \| \| \| \| \| \| Partidul Comunist \| Partidul Comunist \| \| 26.23% \| 26.23% \| \| MRP \| MRP \| \| 23.91% \| 23.91% \| \| SFIO \| SFIO \| \| 23.45% \| 23.45% \| \| PRL \| PRL \| \| 15.67% \| 15.67% \| \| Radical \| Radical \| \| 10.54% \| 10.54% \| \| Alții \| Alții \| \| 0.20% \| 0.20% \| |                   |  |        |        |
| Votul popular |                   |  |        |        |
| |                   |  |        |        |
| Partidul Comunist | Partidul Comunist |  | 26.23% | 26.23% |
| MRP | MRP               |  | 23.91% | 23.91% |
| SFIO | SFIO              |  | 23.45% | 23.45% |
| PRL | PRL               |  | 15.67% | 15.67% |
| Radical | Radical           |  | 10.54% | 10.54% |
| Alții | Alții             |  | 0.20%  | 0.20%  |